# Carro alegórico
Um carro alegórico é uma plataforma decorada, construída em um veículo como um caminhão ou rebocada atrás de um, que é um componente de muitos desfiles festivos, como os do Carnaval do Rio de Janeiro, do Carnaval de São Paulo, do Carnaval de Viareggio, do Carnaval maltês, da Macy's Thanksgiving Day Parade, o desfile de Key West Fantasy Fest, o Mardi Gras em Nova Orleans, o 500 Festival Parade em Indianápolis, o desfile de posse presidencial dos Estados Unidos, e o Desfile do Torneio das Rosas. Para o último evento, os carros alegóricos são decorados inteiramente em flores ou outro material vegetal.

## Histórico

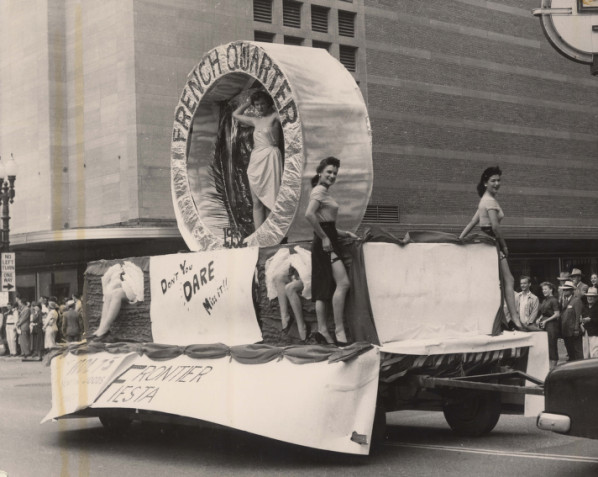
Carro alegórico do French Quarter

Os carros alegóricos do desfile foram introduzidos pela primeira vez na Idade Média. As igrejas usavam carroças de cortejo como cenário móvel para peças de paixão, e artesãos com guildas de artesãos construíam carroças de cortejo para seus ofícios específicos. Os vagões foram puxados por toda a cidade, principalmente durante Corpus Christi, no qual até 48 vagões foram usados, um para cada peça no ciclo de Corpus Christi.
Eles receberam esse nome porque os primeiros carros alegóricos foram decorados barcaças no rio Tamisa para o show do Lord Mayor.

### Maior
O maior carro alegórico já exibido em um desfile media 35 metros no Torneio da Rose Parade de 2012 que apresentou Tillman, o cão skatista (e alguns de seus amigos) surfando em uma representação de oceano de 24 metros. O tanque de água aguentou 25 mil litros com uma bóia que pesava mais de 45 kg. Ele quebrou o recorde anterior de carro alegórico com chassi único mais longo, que havia sido estabelecido em 2010 pelo mesmo patrocinador.

## Batalha das Flores
O desfile da Batalha das Flores é em San Antonio, Texas, é o único desfile nos Estados Unidos produzido inteiramente por mulheres, todas voluntárias. O desfile é o evento mais antigo e o maior desfile da Fiesta San Antonio.

## Escolas de samba
Nas escolas de samba, os carros alegóricos são um dos quesitos obrigatórios, chamado de "Alegorias e adereços".